# コダグ王国

コダグ王国
Kingdom of Coorg

コダグ地方の位置

コダグ王国（コダグおうこく、カンナダ語：ಕೊಡಗು ಅರಸರು、英語：Kingdom of Coorg/Kodagu Kingdom）は、南インドのコダグ地方を支配したヒンドゥー王朝（1600年 - 1834年）。首都はハーレーリ、マディケーリ。ハーレーリ王国（Haleri Kingdom ಹಾಲೇರಿ ಅರಸರು）とも呼ばれる。クールグ王国とも呼ばれるがこれは英語読みである。

## 歴史

### 成立と遷都
コダグ地方はパーンディヤ朝、西ガンガ朝、チョーラ朝、ホイサラ朝、ヴィジャヤナガル王国といった多くの王朝が同地方を部分的または間接的に支配していた。だが、この地方に独立王朝は長らく現れなかった。
王国の創始者ヴィーラ・ラージャはケラディ・ナーヤカ朝の王家の一族である。彼はコダグ地方に流れて来て、ハーレーリに定住した。その後、ヴィーラ・ラージャはコダヴァ族を使って軍隊を編成し、群雄割拠状態だったコダグ地方を統一して、1600年にハーレーリを首都とするコダグ王国を樹立した。
1681年、ムッドゥ・ラージャは首都をハーレーリからマディケーリに遷都した。彼はこの地にマディケーリ城を建設した。

### 最盛期

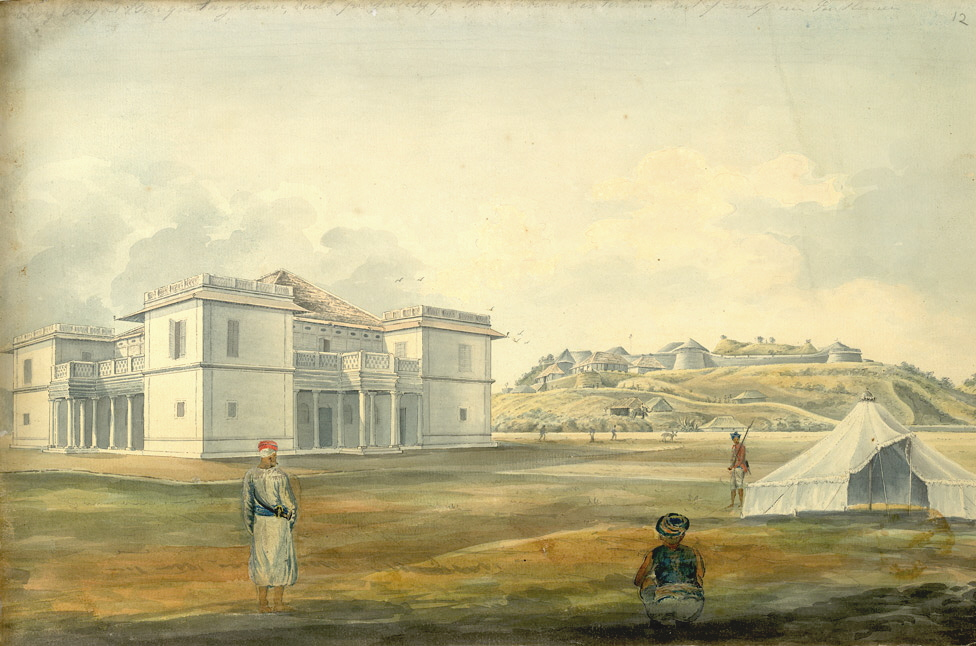
コダグ王国の城と王の宿泊所

17世紀前半から18世紀後半にかけて、コダグ王国はドッダ・ヴィーラッパの時代に最盛期を迎えた。
その治世、マイソール王国のチッカ・デーヴァ・ラージャの命で侵攻したマイソール軍が、コダグ領ペリヤパトナを攻め落とした。その後、マイソール軍がさらに侵攻してきたが、コダグ軍は奇襲を仕掛け、マイソール軍を大敗させた。マイソール軍は1万5000の犠牲者を出し、生き残った軍勢は逃げた。
1724年、マイソール軍がコダグ王国に再び侵攻してきた。ドッダ・ヴィーラッパはゲリラ戦から戦闘方法を変更し、平野部で迎え撃った。その後、彼は矢継ぎ早にペリヤパトナからアルカルグドまでの6つの城塞を奪取した。このときのマイソール王国の損害は600,000パゴダに及んだといわれる。
同年8月あるいは9月、マイソール王国の首都シュリーランガパトナから大軍が派遣された。マイソール軍が西部地域に到達したが、コダグ軍はゲリラ戦に戻り、森の中へと後退した。コダグ軍は待ち伏せしてマイソール軍に攻撃をかけ、マイソール軍は混乱状態になり、夜のうちに撤退した。

このように、ドッダ・ヴィーラッパの治世はマイソール王国の侵攻を跳ね返すなど、最盛期であった。この王は1736年に78歳で死去した。

### マイソール王国による征服

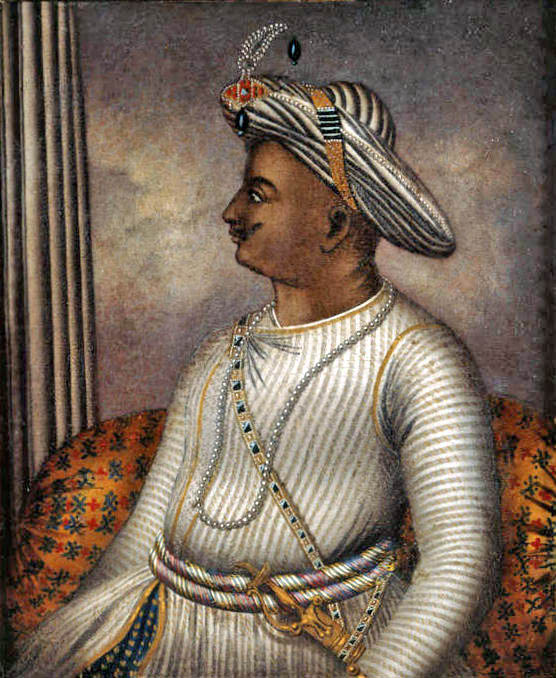
ティプー・スルターン

だが、18世紀後半にマイソール王国が強国化すると、コダグ王国はマイソールのムスリム軍人ハイダル・アリーから侵略を受けるようになる。そして、1765年にコダグ王国はマイソールの軍勢を打ち負かされ、王はマラバールへと逃げた。
このとき、ハイダル・アリーはマディケーリに部隊を置き、コダグ軍の一部を自軍に入れ、シュリーランガパトナへと戻った。
1770年、ムッドゥ・ラージャ2世が死亡し息子、デーヴァッパ・ラージャが王位を継承した。だが、1773年にコダグ王国で王位をめぐって内紛が発生し、ハイダル・アリーはこの内紛を見て王国に再び侵攻した。これはリンガ・ラージェーンドラ（リンガ・ラージャ）が君主デーヴァッパ・ラージャに対し、甥のアッパージー・ラージャを擁立するため、ハイダル・アリーを招いたことによる。
1774年、デーヴァッパ・ラージャはバサヴァパトナへと逃げ、廃位された。ハイダル・アリーはアッパージー・ラージャ2世を王に擁立し、コダグ王国の支配権を握り、年貢を取り立てた。1775年にアッパージー・ラージャが死ぬと、その叔父リンガ・ラージェーンドラ1世が即位した。
1780年、リンガ・ラージェーンドラ1世が死亡し、息子のドッダ・ヴィーラ・ラージェーンドラが王位を継承した。彼は若かったため、ハイダル・アリーがその庇護者となり、王国は完全にその支配下にあった。
1782年6月、ハイダル・アリーはコダヴァ族の反乱が発生したのを見て、マディケーリから王子を人質に取って対抗し、コダグ王国を直接統治下に置いた。
同年にハイダル・アリーが第二次マイソール戦争中に死亡したが、息子のティプー・スルターンも王国を支配し、1785年に完全に反乱を鎮圧した。同年10月に彼はシュリーランガパトナを去り、コダグ王国に入った。ティプーはマディケーリに入城し、男、女、子供を数千をシュリーランガパトナへと連れ帰り、ヒンドゥー教からイスラーム教に改宗させ、拒むものは殺害、拷問にかけた。そのほかにも多数が連れ去られ、その総数は70,000人から85,000人に上るという。

### 独立と藩王国化
1788年12月、コダヴァ族による反乱が再び発生し、ドッダ・ヴィーラ・ラージェーンドラは拘留されていたペリヤパトナから脱走し、コダヴァ族の反乱軍と合流した。
1789年、ティプー・スルターンは軍勢を派遣したが、マイソール王国が第三次マイソール戦争で手が回らないことも幸いして、1790年にヴィーラ・ラージェーンドラはマイソール王国からマディケーリを奪還することに成功し、コダグ王国は主権を回復した。
そして、同年10月25日にマイソールから王国を守るためにイギリスの保護下に入り、藩王国となった。

### イギリスによる併合

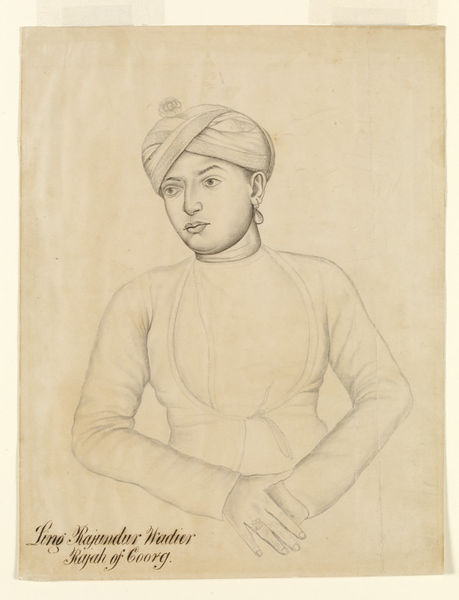
リンガ・ラージェーンドラ2世

1809年、ドッダ・ヴィーラ・ラージェンドラが死去すると、その娘のデーヴァンマージーが即位した。
だが、1811年にはドッダ・ヴィーラ・ラージェーンドラの弟リンガ・ラージェーンドラ2世が即位した。リンガ・ラージェーンドラ2世は1812年から1814年にかけてマディケーリの宮殿をヨーロッパ風の漆喰煉瓦造りに改築したばかりか、1820年にオームカーレーシュワル寺院を建造した。
1820年、リンガ・ラージェーンドラ2世は死亡し、その息子のチッカ・ヴィーラ・ラージェーンドラが王位を継承した。だが、彼はかなり残忍な性格であり、恐怖で人民を統治し、圧政を敷いた。
1834年4月11日、チッカ・ヴィーラ・ラージェーンドラはイギリスによって廃位され、コダグ藩王国は併合された。彼は年金生活者となり、娘のガウランマと共に英国に渡って客死した。

## 歴代君主
- ヴィーラ・ラージャ（Vira Raja）

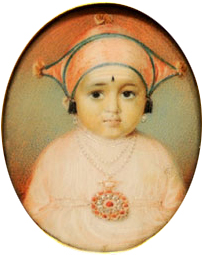
チッカ・ヴィーラ・ラージェーンドラ

- アッパージー・ラージャ1世（Appaji Raja）
- ムッドゥ・ラージャ1世（Muddu Raja I, 在位：1633年 - 1687年）
- ドッダ・ヴィーラッパ（Dodda Veerapa, 在位：1687-1736年）
- チッカ・ヴィーラッパ（Chikka Veerappa, 在位：1736年 - 1766年）
- ムッドゥ・ラージャ2世（Muddu Raja II, 在位：1766年 - 1770年）
- デーヴァッパ・ラージャ（Devappa Raja II, 在位：1770年 - 1774年）
- アッパージー・ラージャ2世（Appaji Raja II, 在位：1774年 - 1775年）
- リンガ・ラージェーンドラ1世（Linga Rajendra I, 在位：1775年 - 1780年）リンガ・ラージャ1世（Linga Raja I）とも
- ドッダ・ヴィーラ・ラージェーンドラ（Dodda Vira Rajendra, 在位：1780年 - 1809年）ドッダ・ヴィーラ・ラージャ（Dodda Vira Raja）とも
- デーヴァンマージー（Devammaji, 在位：1809年 - 1811年）
- リンガ・ラージェーンドラ2世（Linga Rajendara II, 1811年 - 1820年）リンガ・ラージャ2世（Linga Raja II）とも
- チッカ・ヴィーラ・ラージェーンドラ（Chikka Vira Rajendra, 在位：1820年 - 1834年）チッカ・ヴィーラ・ラージャ（Chikka Vira Raja）とも